# Francisco Javier Baztán y Urniza
Francisco Javier Baztán y Urniza (Sada, Navarra 28 de abril de 1844 - Pamplona, Navarra 14 de diciembre de 1926) fue un sacerdote español Obispo de Oviedo y Nilopolis.
El 13 de marzo de 1869 es ordenado sacerdote-
El 14 de noviembre de 1904 es nombrado obispo de Oviedo siendo consagrado el 13 de marzo de 1905.
El 18 de octubre de 1920 se retira siendo nombrado como titular del obispado de Nilopolis.
El 14 de diciembre de 1926 falleció en Pamplona.
El 6 de septiembre de 1930, sus restos fueron inhumados frente al altar de la iglesia de San Juan el Real de Oviedo en la que tantos esfuerzos y limosnas volcó para que pudiera ser construida.
Senador por el arzobispado de Santiago de Compostela en 1910-1911.